# Johny Lumintang

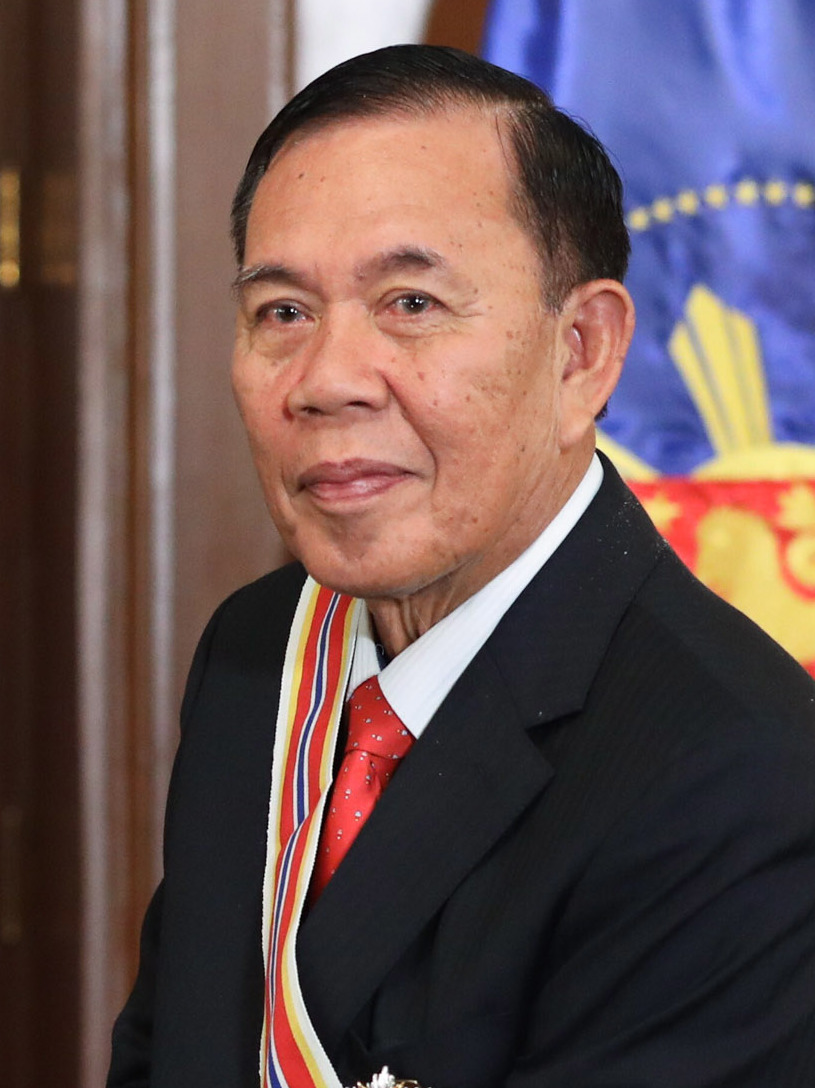
Johny Lumintang (2017)

Johny J. Lumintang (* 28. Juni 1947 in Noongan, Langowan Barat, Minahasa, Sulawesi, Indonesien) ist ein ehemaliger Offizier der indonesischen Armee, zuletzt im Range eines Generalleutnants, und indonesischer Diplomat.

## Werdegang
Lumintang schloss die Militärakademie 1970 ab. Lumintang war an der Invasion von Osttimor und der folgenden Befriedigung des besetzten Gebiets bis 1978 beteiligt (Operation Seroja).
Es folgten mehrere Kommandos, darunter die Posten des Danyon 751 Jayapura, Dandim Merauke und Jayapura sowie Brigif Airborne 18/Kostrad, Dan Rindam Jaya, vom 20. Juli 1993 bis zum 5. September 1994 Militärchef (Danrem) des Militärbezirks (Korem) 164/Wira Dharma (Osttimor) und von 1990 bis 1992 Kommandeur der 1. Division des Kostrad (deutsch Strategisches Heeres-Reservekommando).
Nach dem Posten des Stabschefs des regionalen Militärkommandos Kodam VII/Trikora, der Irian Jaya und die Molukken umfasste, übernahm Lumintang für anderthalb Jahre das Kommando (pangdam) über das Kodam VII/Trikora. In seine Dienstzeit fiel die Mapenduma-Geiselnahme durch die Organisasi Papua Merdeka (OPM). Nach der Befreiungsaktion der Kopassus unter Kommando von Brigadegeneral Prabowo Subianto am 9. Mai 1996 fand man zwei der 13 Geiseln nur noch tot auf.

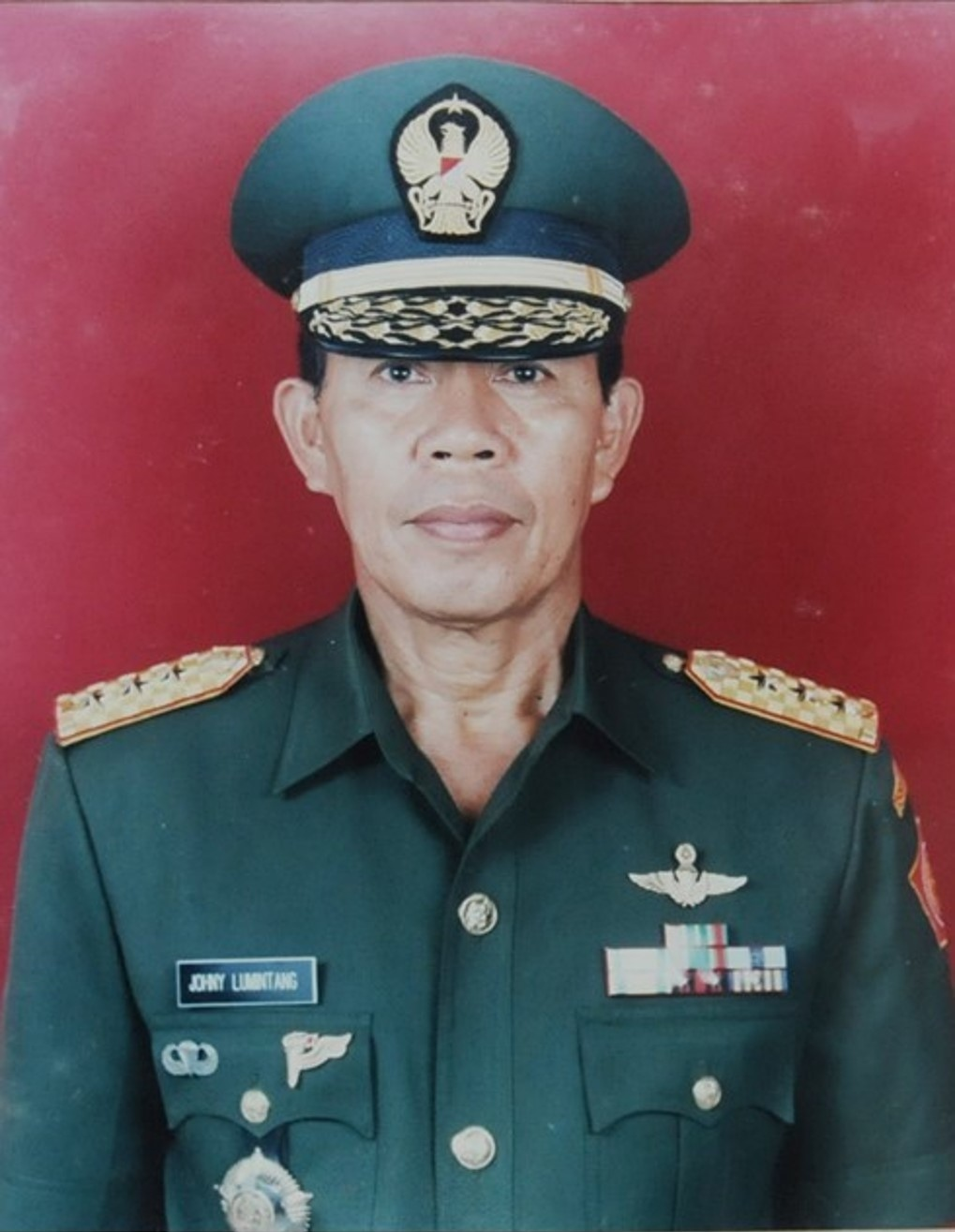
Johny Lumintang (1998)

1997 wurde Lumintang Operationsassistent des Chefs des Generalstabs der Streitkräfte. Nach dem Rücktritt von Indonesiens Diktator Suharto sechs Monate später, wurde er für 17 Stunden vom 22. Mai 1998 bis 23. Mai 1998 Chef der Kostrad. Er ersetzte den in Ungnaden gefallenen Prabowo Subianto, doch war die neue Regierung unter Habibie nicht mit der Besetzung des einflussreichen Postens durch einen Christen einverstanden, der Beziehungen zum ehemaligen Verteidigungsminister Benny Murdani hatte. Stattdessen wurde Lumintang am 30. Oktober 1998 nach Bandung versetzt und wurde Kommandeur der Stabs- und Kommandoschule/Und SeskoTNI. Er erhielt damit automatisch einen Sitz in der Beratenden Volksversammlung (MPR-RI). Am 18. Januar 1999 folgte er als Generalleutnant Fachrul Razi auf die Position des stellvertretenden Stabschefs der indonesischen Armee (Wakasad). Hier blieb er bis November 1999.
Am 27. Januar 1999 kündigte Präsident Habibie für das Jahr ein Unabhängigkeitsreferendum in Osttimor 1999. Das Land stand seit 1975 unter indonesischer Besatzung. pro-indonesische Milizen und Sicherheitskräfte begannen nach der Ankündigung Unabhängigkeitsbefürworter anzugreifen und die Bevölkerung zu bedrohen. Am 5. Mai 1999 schickte Lumintang ein Telegramm an Generalmajor Adam Damiri, dem Kommandeur Kodam IX/Udayana, dem Osttimor unterstellt war. Das Telegramm enthielt einen Befehl im Namen des Stabschefs der Armee sich auf alle Möglichkeiten vorzubereiten im Bezug auf das Ergebnis der Wahlen. Außerdem sollte ein Notfallplan erstellt werden, der den Ausbruch eines Bürgerkrieges verhindern sollte, falls das Referendum zugunsten der Unabhängigkeit ausfallen sollte. Die Maßnahmen schlossen den Einsatz von Gewalt (GUNKUAT, penggunaan kekuatan), Präventiv- und regressive Zwangsmaßnahmen sowie Evakuierungspläne zur Rückführung der Bevölkerung aus Osttimor ein. Der Befehl, zu dem der der Generalstab keine Legitimation hatte, bildete die Grundlage für die Vergeltungsmaßnahmen gegen die Osttimoresen in der Operation Donner und die Deportation von einem Viertel der osttimoresischen Bevölkerung in das indonesische Westtimor, nach der Bekanntgabe des Sieges der Unabhängigkeitsbefürworter am 4. September 1999. Die 280.000 Zwangsevakuierten sollten nach weiteren Plänen später in ganz Indonesien zerstreut werden. Aufgrund des Befehls empfahl die indonesische Untersuchungskommission für Menschenrechtsverletzungen in Osttimor (KPP-HAM) später weitere Ermittlungen gegen Lumintang. Zu einer Anklage kam es aber nicht. Die KPP-HAM hatte Lumintang nur 20 Minuten lang befragt, da er als stellvertretender Stabschef der Armee nicht eng in operative Aktivitäten in Osttimor beteiligt war. Nach Lumintang seien im Telegramm nur Angehörige der Streitkräfte und ihre Familien als zu Evakuierende gemeint gewesen.
Im März 2000 wurde Lumintang von sechs Osttimoresen vor einem US-amerikanischen Bezirksgericht in Washington verklagt. Zur Verhandlung im März 2001 erschien Lumintang nicht. Im September 2001 wurde er zur Zahlung von 66 Millionen US-Dollar an die Kläger verurteilt. Das indonesische Außenministerium erklärte sofort, dass man das Urteil ignorieren werde.
Von 1999 bis 2001 war Lumintang Gouverneur des Nationalen Instituts für Resilienz (Lembaga Ketahanan Nasional Lemhannas), was man als Beleidigung für einen Offizier mit dieser Menge an operativen Einsätzen empfinden konnte. Das letzte militärische Amt, dass Lumintang bekleidete, war ab Februar 2001 die Position des Generalsekretärs des Verteidigungsministeriums. Präsident Abdurrahman Wahid sah in Lumintang einen Verbündeten und versuchte ihn noch kurz vor seiner eigenen Absetzung im Juli 2001 als stellvertretenden Befehlshaber der Streitkräfte einzusetzen. Vom 14. Februar 2014 bis zum 20. Februar 2018 diente er als indonesischer Botschafter auf den Philippinen. Lumintang hatte zudem eine Zweitakkreditierung für die Marshallinseln und Palau.

## Sonstiges
Lumintang war das vierte von fünf Kindern von Frederik Lumintang und Sofia Wuisan, gehört zur Ethnie der Minahasa und ist Protestant. Er ist mit Sonya Riupassa verheiratet und hat drei Kinder. Er absolvierte von 1991 bis 1992 die Kommando- und Stabsakademie der indonesischen Nationalarmee (indonesisch Sekolah Staf dan Komando Tentara Nasional Indonesia, Sesko) und die Lemhannas 1995. Dazu kamen weitere militärische Kurse, wie zum Beispiel der Fortgeschrittenenkurs für Infanterieoffiziere in Ft. Benning, USA (1978) sowie den International Defense Management Course in Monterey, USA (1989).
Sein Hobby ist die Gartenarbeit, der er im Dorf Ratahan in Minahasa Tenggara betreibt.